# Прапор Американських Віргінських Островів
Прапор Американських Віргінських Островів — прийнятий 17 травня 1921 року. Складається з спрощеного зображення Великої печатки США між літерами V і I (що позначають Віргінські острови). Орел тримає в одній лапі лаврову гілку, а в іншій — три стріли, що представляють три головні острови — Сент-Томас, Сент-Джон та Сент-Кроа. Кольори прапора символізують різні природні особливості Віргінських островів — жовтий (квіти), зелений (пагорби), білий (хмари) і блакитний (вода). Прапор був створений художником Персівалем Спарксом на прохання американського губернатора островів Ілая Кітеля.